# 顾绣
顧繡為起源於上海的一種刺繡技巧。顧繡為上海露香園顧家所發展的技巧，明嘉靖年間，顧家有一小妾繆氏，集傳統繡法之大乘並加以創新，形成了顧繡之始。後來顧家媳婦韓希孟以畫入繡，使布匹有如繪畫般的效果，受各人青睞。其後，顧家家道中落，顧家中人需以教授顧繡技巧為生，令顧繡的發展得以頂峰。但礙於顧繡實為官宦世家的閨閣之作，難以大量生產，結果於清末漸漸被淘汰。